# Записи про Південну Русь
Записи про Південну Русь або Записки о Южной Руси — збірник історичних, фольклорних та етнографічних матеріалів, упорядкований Пантелеймоном Кулішем в 1856-му році. Вважається етапною подією у розвитку української літератури.

## Зміст

#### Т. 1
1. Изслѣдованія (Важность изученія народной словесности — Старосвѣтскіе нищіе-певцы и нищіе нашего времени — Кобзарь Архип Никоненко Оржинський — Кобзарь Андрей Шутъ Александровский — Рассказчикъ Семен Юрченко Мартиновский— Лірникъ Дмитро Погорѣлий Звенигородский — Заселеніе правого берега Днѣпра стараніями Польскихъ панов)
2. Преданія, легенды и повѣрья
3. Думы и пѣсни

#### Т. 2
1. Сказки и сказочники
2. Разсказъ современника-Поляка о походахъ противъ гайдамакъ
3. Наймичка, поэма
4. Записка члена Малороссійской колегіи, Г. Н. Теплова
5. Орися, идилія
6. Малороссійскія пѣсни, положенныя на ноты для пѣнія и для фортепіяно Н. А. Маркевичемъ
7. О древности и самобытности Южно-Русскаго языка, статья Іоанна Могилевскаго
8. Похороны, списаныя со словъ поселянина, въ Харьковской губерніи, Лисовикомъ
9. О причинахъ вражды между Поляками и Украинцами въ XVII вѣкѣ (Двѣ статьи, М. А. Грабовскаго и П. А. Кулиша, по случаю недавно отрытаго универсала гетмана Остряницы)

## Видання
- Записки о Южной Руси. Издалъ Пантелеймон Кулишъ. — СПб., 1856; 1857.
  - Том 1. — 344 с.
  - Том 2. — 356 с.
- Записки о Южной Руси: В 2 т. — К., Дніпро, 1994.
- Повне зібрання творів. Т. ІІІ: Записки о Южной Руси. Кн. 1–2. — К., Видавництво «Критика», 2015.
  - Кн. 1. — 426 с.
  - Кн. 2. — 384 с.